# Spinophiura
Spinophiura is een geslacht van slangsterren uit de familie Ophiuridae.

## Soorten
- Spinophiura jolliveti Stöhr & Segonzac, 2006